# Eupithecia robusta
Eupithecia robusta là một loài bướm đêm trong họ Geometridae.